# Госьцешин (Куявсько-Поморське воєводство)
Госьцешин (пол. Gościeszyn) — село в Польщі, у гміні Рогово Жнінського повіту Куявсько-Поморського воєводства.
Населення — 223 особи (2021).
У 1975-1998 роках село належало до Бидгоського воєводства.

## Демографія
Демографічна структура станом на 2021 рік:
|          | Загалом | Допрацездатний вік | Працездатний вік | Постпрацездатний вік |
| -------- | ------- | ------------------ | ---------------- | -------------------- |
| Чоловіки | 107     | 17                 | 72               | 18                   |
| Жінки    | 116     | 24                 | 62               | 30                   |
| Разом    | 223     | 41                 | 134              | 48                   |